# 데키나이
데키나이(일본어: できない)는 2000년 7월 26일에 발매된 OLIVIA의 5번째 싱글이다.

## 트랙리스트
1. できない(할 수 없어)
2. Escape the Flames
3. Slow-Mo
4. できない(할 수 없어)(Down to floor mix)
5. Pass me the sugar (Heat in beat mix)

## 노래가 쓰인 곳
- できない(할 수 없어):텔레비전 도쿄계 M-mania 7월 오프닝 테마
- 출처 : https://web.archive.org/web/20100608164555/http://tom-neko.hp.infoseek.co.jp/

## 순위
| 방송일     | 순위       |
| 2000/08/05 | 첫등장47위 |
| 1주        | 최고74위   |

| 일자       | 순위       | 매수        | 집계        |
| 2000/05/01 | 첫등장57위 | 3,590매     | 07/24~07/30 |
| 1주        | 최고57위   | 합계3,590매 |             |

- 출처 : https://web.archive.org/web/20100608164555/http://tom-neko.hp.infoseek.co.jp/